# 坂本朱
坂本 朱（さかもと あけみ）は、日本の声楽家、メゾソプラノ歌手。二期会会員。日本声楽アカデミー会員。埼玉県出身。

## 経歴
東京藝術大学及び同大学院オペラ科修士課程終了。1989年、イタリア政府給費留学生としてジュゼッペ・ヴェルディ国立音楽院に学ぶ。

## ディスコグラフィー

### アルバム
- Liberte

| スタブアイコン | サブスタブ | この項目は、まだ閲覧者の調べものの参照としては役立たない、クラシック音楽に関連した書きかけの項目です。この項目を加筆・訂正などしてくださる協力者を求めています（P:クラシック音楽/PJ:クラシック音楽）。 |

| スタブアイコン | サブスタブ | この項目は、まだ閲覧者の調べものの参照としては役立たない、歌手に関連した書きかけの項目です。この項目を加筆・訂正などしてくださる協力者を求めています（P:音楽/PJ:芸能人）。 |